# Rally van Monte Carlo 1973
De Rally van Monte Carlo 1973, formeel 42ème Rallye Automobile de Monte-Carlo, was de 42e editie van de rally van Monte Carlo en de eerste ronde van het wereldkampioenschap rally in 1973. Het was de 1e rally in het wereldkampioenschap rally die georganiseerd wordt door de Fédération Internationale de l'Automobile (FIA). De rally startte met een concentratierit vanuit negen Europese steden: Almería, Athene, Glasgow, Frankfurt, Monte Carlo, Oslo, Reims, Rome en Warschau, richting Monte Carlo, vanuit waar het competitieve gedeelte werd aangevangen met de uiteindelijke finish opnieuw in Monte Carlo.

## Programma
| Etappe | Datum                                        | Klassementsproeven               | Competitieve afstand             |
| ------ | -------------------------------------------- | -------------------------------- | -------------------------------- |
| 1      | Vrijdag 19, zaterdag 20 en zondag 21 januari | Concentratierit naar Monte Carlo | Concentratierit naar Monte Carlo |
| 2      | Zondag 21 januari                            | 1                                | 17,00 kilometer                  |
| 3      | Dinsdag 23 januari                           | 6                                | 190,00 kilometer                 |
| 3      | Woensdag 24 januari                          | 4                                | 96,50 kilometer                  |
| 4      | Donderdag 25 januari                         | 4                                | 98,00 kilometer                  |
| 4      | Vrijdag 26 januari                           | 3                                | 65,00 kilometer                  |
|        |                                              |                                  |                                  |
| Totaal | Totaal                                       | 18                               | 456,50 kilometer                 |

## Resultaten
| Algemene top tien | Algemene top tien | Algemene top tien     | Algemene top tien          | Algemene top tien | Algemene top tien | Algemene top tien | Algemene top tien   |
| Pos.              | #                 | Rijder                | Auto                       | Gr/kl             | Tijd              | Eerste            | Punten constructeur |
| Pos.              | #                 | Navigator             | Inschrijving               | Gr/kl             | Straftijd         | Vorige            | Punten constructeur |
| ----------------- | ----------------- | --------------------- | -------------------------- | ----------------- | ----------------- | ----------------- | ------------------- |
| 1.                | 18                | Jean-Claude Andruet   | Alpine-Renault A110 1800   | 4/3               | 5:42:04           | 0:00              | 20                  |
| 1.                | 18                | "Biche"               | Alpine Renault             | 4/3               |                   | =                 | 20                  |
| 2.                | 15                | Ove Andersson         | Alpine-Renault A110 1800   | 4/3               | 5:42:30           | + 0:26            |                     |
| 2.                | 15                | Jean Todt             | Alpine Renault             | 4/3               |                   | + 0:26            |                     |
| 3.                | 21                | Jean-Pierre Nicolas   | Alpine-Renault A110 1800   | 4/3               | 5:43:39           | + 1:35            |                     |
| 3.                | 21                | Michel Vial           | Alpine Renault             | 4/3               |                   | + 1:09            |                     |
| 4.                | 20                | Hannu Mikkola         | Ford Escort RS1600         | 2/3               | 5:44:29           | + 2:25            | 10                  |
| 4.                | 20                | Jim Porter            | Ford Motor Co Ltd.         | 2/3               |                   | + 0:50            | 10                  |
| 5.                | 4                 | Jean-Luc Thérier      | Alpine-Renault A110 1800   | 4/3               | 5:46:01           | + 3:57            |                     |
| 5.                | 4                 | Marcel Callewaert     | Alpine Renault             | 4/3               |                   | + 1:32            |                     |
| 6.                | 23                | Jean-François Piot    | Alpine-Renault A110 1800   | 4/3               | 5:46:02           | + 3:58            |                     |
| 6.                | 23                | Jean-Louis Marnat     | Jean-François Piot         | 4/3               |                   | + 0:01            |                     |
| 7.                | 5                 | Raffaele Pinto        | Fiat 124 Abarth Rallye     | 4/3               | 5:52:14           | + 10:10           | 4                   |
| 7.                | 5                 | Arnaldo Bernacchini   | Fiat S.p.A.                | 4/3               |                   | + 6:12            | 4                   |
| 8.                | 16                | Harry Källström       | Lancia Fulvia 1.6 Coupé HF | 4/3               | 5:52:15           | + 10:11           | 3                   |
| 8.                | 16                | Claes Billstam        | Lancia Marlboro            | 4/3               |                   | + 0:01            | 3                   |
| 9.                | 17                | Tony Fall             | Datsun 240Z                | 4/3               | 5:55:47           | + 13:43           | 2                   |
| 9.                | 17                | Mike Wood             | Tony Fall                  | 4/3               |                   | + 2:32            | 2                   |
| 10.               | 1                 | Bernard Darniche      | Alpine-Renault A110 1800   | 4/3               | 5:57:08           | + 15:04           |                     |
| 10.               | 1                 | Alain Mahé            | Alpine Renault             | 4/3               |                   | + 1:21            |                     |
| DNF top tien      |                   |                       |                            |                   |                   |                   |                     |
| Pos.              | #                 | Rijder                | Auto                       | Gr/kl             | KP                | Reden             | Reden               |
| Pos.              | #                 | Navigator             | Inschrijving               | Gr/kl             | KP                | Reden             | Reden               |
| DNF               | 2                 | Björn Waldegård       | Fiat 124 Abarth Rallye     | 4/3               | n.b.              | Ongeluk           | Ongeluk             |
| DNF               | 2                 | Hans Thorszelius      | Fiat S.p.A.                | 4/3               | n.b.              | Ongeluk           | Ongeluk             |
| DNF               | 6                 | Simo Lampinen         | Lancia Fulvia 1.6 Coupé HF | 4/3               | n.b.              | Aandrijfas        | Aandrijfas          |
| DNF               | 6                 | Piero Sodano          | Lancia Marlboro            | 4/3               | n.b.              | Aandrijfas        | Aandrijfas          |
| DNF               | 8                 | Alcide Paganelli      | Fiat 124 Abarth Rallye     | 4/3               | n.b.              | Koppeling         | Koppeling           |
| DNF               | 8                 | Ninni Russo           | Fiat S.p.A.                | 4/3               | n.b.              | Koppeling         | Koppeling           |
| DNF               | 11                | Sandro Munari         | Lancia Fulvia 1.6 Coupé HF | 4/3               | n.b.              | Ongeluk           | Ongeluk             |
| DNF               | 11                | Mario Manucci         | Lancia Marlboro            | 4/3               | n.b.              | Ongeluk           | Ongeluk             |
| DNF               | 14                | Sergio Barbasio       | Fiat 124 Abarth Rallye     | 4/3               | n.b.              | Versnellingsbak   | Versnellingsbak     |
| DNF               | 14                | Gino Macaluso         | Fiat S.p.A.                | 4/3               | n.b.              | Versnellingsbak   | Versnellingsbak     |
| DNF               | 19                | Amilcare Ballestrieri | Lancia Fulvia 1.6 Coupé HF | 4/3               | n.b.              | Aandrijfas        | Aandrijfas          |
| DNF               | 19                | Silvio Maiga          | Jolly Club                 | 4/3               | n.b.              | Aandrijfas        | Aandrijfas          |
| DNF               | 22                | Walter Röhrl          | Opel Commodore GS/E        | 2/3               | n.b.              | Aandrijfas        | Aandrijfas          |
| DNF               | 22                | Jochen Berger         | Irmscher Tuning            | 2/3               | n.b.              | Aandrijfas        | Aandrijfas          |
| DNF               | 28                | Marie-Claude Beaumont | Opel Ascona                | 2/3               | 1                 | Waterpomp         | Waterpomp           |
| DNF               | 28                | Christine Giganot     | Marie-Claude Beaumont      | 2/3               | 1                 | Waterpomp         | Waterpomp           |
| DNF               | 29                | Pat Moss-Carlsson     | Alpine-Renault A110 1800   | 4/3               | n.b.              | Versnellingsbak   | Versnellingsbak     |
| DNF               | 29                | Elizabeth Crellin     | Pat Moss-Carlsson          | 4/3               | n.b.              | Versnellingsbak   | Versnellingsbak     |
| DNF               | 37                | Hans-Joachim Walter   | Porsche 911 S              | 4/3               | n.b.              | Onbekend          | Onbekend            |
| DNF               | 37                | Werner Lier           | Hans-Joachim Walter        | 4/3               | n.b.              | Onbekend          | Onbekend            |

## Statistieken

#### Klassementsproeven
| Etappe | Datum         | KP                               | Starttijd                        | Naam                              | Lengte                           | Snelste rijder                          | Tijd                             | Gem. snelheid                    | Rallyleider         |
| ------ | ------------- | -------------------------------- | -------------------------------- | --------------------------------- | -------------------------------- | --------------------------------------- | -------------------------------- | -------------------------------- | ------------------- |
| 1      | 19-21 januari | Concentratierit naar Monte Carlo | Concentratierit naar Monte Carlo | Concentratierit naar Monte Carlo  | Concentratierit naar Monte Carlo | Concentratierit naar Monte Carlo        | Concentratierit naar Monte Carlo | Concentratierit naar Monte Carlo | geen                |
|        |               |                                  |                                  |                                   |                                  |                                         |                                  |                                  | geen                |
| 2      | 21 januari    | 1                                | 15:00                            | Col du Corobin                    | 17,00 km                         | Sandro Munari Hannu Mikkola             | 13:29                            | 75,65 km/u                       | Sandro Munari       |
|        |               |                                  |                                  |                                   |                                  |                                         |                                  |                                  | Sandro Munari       |
| 3      | 22 januari    | 2                                | 10:36                            | Pont des Miolans                  | 26,00 km                         | Jean-Claude Andruet Jean-Luc Thérier    | 19:13                            | 81,18 km/u                       | Hannu Mikkola       |
| 3      | 22 januari    | 3                                | 13:49                            | Laborel                           | 20,00 km                         | Hannu Mikkola                           | 15:45                            | 76,19 km/u                       | Hannu Mikkola       |
| 3      | 22 januari    | 4                                | 17:11                            | Burzet                            | 50,00 km                         | Jean-Claude Andruet                     | 38:10                            | 78,80 km/u                       | Jean-Claude Andruet |
| 3      | 22 januari    | 5                                | 19:22                            | Le Moulinon                       | 38,00 km                         | Bernard Darniche                        | 27:46                            | 82,11 km/u                       | Jean-Claude Andruet |
| 3      | 22 januari    | 6                                | 21:46                            | Saint-Bonnet-le-Froid             | 20,00 km                         | Sandro Munari                           | 14:51                            | 80,81 km/u                       | Jean-Claude Andruet |
| 3      | 22 januari    | 7                                | 23:55                            | Saint-Jean-en-Royans              | 36,00 km                         | Jean-Claude Andruet                     | 27:37                            | 78,21 km/u                       | Jean-Claude Andruet |
| 3      | 23 januari    | 8                                | 3:28                             | Saint-Barthélémy                  | 40,00 km                         | Bernard Darniche                        | 30:55                            | 77,63 km/u                       | Jean-Claude Andruet |
| 3      | 23 januari    | 9                                | 6:14                             | Savines                           | 20,00 km                         | Bernard Darniche                        | 14:43                            | 81,54 km/u                       | Jean-Claude Andruet |
| 3      | 23 januari    | 10                               | 11:10                            | Col de la Porte                   | 18,25 km                         | Neutralisatie                           | Neutralisatie                    | Neutralisatie                    | Jean-Claude Andruet |
| 3      | 23 januari    | 11                               | 11:31                            | La Cabanette                      | 18,25 km                         | Neutralisatie                           | Neutralisatie                    | Neutralisatie                    | Jean-Claude Andruet |
|        |               |                                  |                                  |                                   |                                  |                                         |                                  |                                  | Jean-Claude Andruet |
| 4      | 25 januari    | 12                               | 19:00                            | Col de la Madone - Col Banquettes | 18,00 km                         | Ove Andersson                           | 15:22                            | 70,28 km/u                       | Jean-Claude Andruet |
| 4      | 25 januari    | 13                               | 20:13                            | Le Moulinet - La Bollène          | 23,00 km                         | Harry Källström                         | 21:50                            | 63,21 km/u                       | Jean-Claude Andruet |
| 4      | 25 januari    | 14                               | 21:27                            | Saint-Sauveur - Beuil 1           | 24,00 km                         | Timo Mäkinen                            | 18:40                            | 77,14 km/u                       | Jean-Claude Andruet |
| 4      | 25 januari    | 15                               | 23:56                            | La Bollène - Le Moulinet 1        | 23,00 km                         | Jean-François Piot                      | 21:34                            | 63,99 km/u                       | Ove Andersson       |
| 4      | 26 januari    | 16                               | 2:33                             | Saint-Sauveur - Beuil 2           | 24,00 km                         | Jean-Claude Andruet Jean-Pierre Nicolas | 18:24                            | 78,26 km/u                       | Ove Andersson       |
| 4      | 26 januari    | 17                               | 5:02                             | La Bollène - Le Moulinet 2        | 23,00 km                         | Timo Mäkinen                            | 21:26                            | 64,39 km/u                       | Jean-Claude Andruet |
| 4      | 26 januari    | 18                               | 6:20                             | Col Banquettes - Col de la Madone | 18,00 km                         | Jean-Claude Andruet                     | 15:11                            | 71,13 km/u                       | Jean-Claude Andruet |

| KP overwinningen    | KP overwinningen |
| Rijder              | Aantal           |
| ------------------- | ---------------- |
| Jean-Claude Andruet | 5                |
| Bernard Darniche    | 3                |
| Timo Mäkinen        | 2                |
| Hannu Mikkola       | 2                |
| Sandro Munari       | 2                |
| Ove Andersson       | 1                |
| Harry Källström     | 1                |
| Jean-Pierre Nicolas | 1                |
| Jean-François Piot  | 1                |
| Jean-Luc Thérier    | 1                |

## Kampioenschap standen

#### Constructeurs
| Pos. | Constructeur   | Pnt. |
| ---- | -------------- | ---- |
| 1    | Alpine Renault | 20   |
| 2    | Ford           | 10   |
| 3    | Fiat           | 4    |
| 4    | Lancia         | 3    |
| 5    | Datsun         | 2    |

- Noot: Enkel de top 5-posities worden in de stand weergegeven.